# Narodna Republika Mozambik
Narodna Republika Mozambik (portugalski: República Popular de Moçambique) je bila samoproglašena komunistička država koja je postojala od 25. lipnja 1975. do 1. prosinca 1990., kad je država postala današnja Republika Mozambik.
Uspostavljena je malo nekon što je stekla neovisnost od Portugala 1975. godine. Mozambička oslobodilačka fronta ("FRELIMO") uspostavila je jednostranačku državu. Na čelu je bio Samora Machel, koji se uskoro morao ratovati u građanskom ratu protiv gerilskog pokreta Mozambičkog narodnog otpora ("Renamo"), ispočetka financiranog iz Republike Rodezije (današnji Zimbabve) i poslije iz Republike Južne Afrike, koji su podupirali i financirali skupinu.
NR Mozambik je njegovao bliske sveze s NR Angolom i SSSR-om, objema tadašnjim komunističkim državama. NR Mozambik također je bio promatrač u Savjetu za uzajamnu ekonomsku pomoć, ekonomskoj organizaciji komunističkih država.